# Copa Paraná 2008
In 2008 werd de zesde editie van de Copa Paraná gespeeld voor voetbalclubs uit de Braziliaanse staat Paraná, die niet aantraden in de nationale competities. De competitie werd georganiseerd door de FPF en werd gespeeld van 21 september tot 7 december. Lodrina werd kampioen en plaatste zich voor de Recopa Sul-Brasileira 2008, Série D 2009 en de Copa do Brasil 2010. 

## Eerste toernooi
| Plaats | Clu                | Wed. | W | G | V | Saldo | Ptn. |
| ------ | ------------------ | ---- | - | - | - | ----- | ---- |
| 1.     | Londrina           | 7    | 4 | 2 | 1 | 15:7  | 14   |
| 2.     | Foz do Iguaçu      | 7    | 4 | 1 | 2 | 11:11 | 13   |
| 3.     | Iraty              | 7    | 3 | 2 | 2 | 14:9  | 11   |
| 4.     | Atlético B         | 7    | 2 | 3 | 2 | 8:5   | 9    |
| 5.     | Cianorte           | 7    | 2 | 3 | 2 | 7:7   | 9    |
| 6.     | Nacional           | 7    | 2 | 2 | 3 | 8:13  | 8    |
| 7.     | Toledo             | 7    | 2 | 1 | 4 | 8:10  | 7    |
| 8.     | Engenheiro Beltrão | 7    | 1 | 2 | 4 | 4:13  | 5    |

|  | Geplaatst voor finale |

## Tweede toernooi
| Plaats | Clu                | Wed. | W | G | V | Saldo | Ptn. |
| ------ | ------------------ | ---- | - | - | - | ----- | ---- |
| 1.     | Cianorte           | 7    | 7 | 0 | 0 | 14:4  | 21   |
| 2.     | Atlético B         | 7    | 3 | 2 | 2 | 9:6   | 11   |
| 3.     | Foz do Iguaçu      | 7    | 3 | 1 | 3 | 18:10 | 10   |
| 4.     | Londrina           | 7    | 3 | 1 | 3 | 9:13  | 10   |
| 5.     | Toledo             | 6    | 2 | 2 | 2 | 4:6   | 8    |
| 6.     | Nacional           | 6    | 2 | 1 | 3 | 6:6   | 7    |
| 7.     | Engenheiro Beltrão | 6    | 0 | 3 | 3 | 6:17  | 3    |
| 8.     | Iraty              | 6    | 0 | 2 | 4 | 4:8   | 2    |

|  | Geplaatst voor finale |

## Finale
|                   |           |       |            |                                               |
| 30 november 16:30 | Londrina  | 1 – 1 | Cianorte   | Estádio do Café, Londrina Toeschouwers: 1.666 |
| 30 november 16:30 | Renato 8' |       | 84' Hebert | Estádio do Café, Londrina Toeschouwers: 1.666 |

|                  |               |       |          |                                             |
| 3 december 20:10 | Cianorte      | 0 – 0 | Londrina | Albino Turbay, Cianorte Toeschouwers: 2.941 |
| 3 december 20:10 |               |       |          | Albino Turbay, Cianorte Toeschouwers: 2.941 |
| 3 december 20:10 | Strafschoppen |       |          | Albino Turbay, Cianorte Toeschouwers: 2.941 |
| 3 december 20:10 | 1 - 3         |       |          | Albino Turbay, Cianorte Toeschouwers: 2.941 |

## Kampioen
| Copa Paraná de 2008          |
| Londrina                     |
| ---------------------------- |
| LONDRINA Kampioen (1° titel) |